# The Fool Circle
Albums de Nazareth
Malice In Wonderland
(1980) IT'SNAZ
(1981)
The Fool Circle est le douzième album studio du groupe écossais Nazareth, sorti en février 1981.
La formation, après deux albums, repasse aux quatre membres d'origine; exit Zal Cleminson.

## The Fool Circle
1. Dressed To Kill (Agnew/McCafferty) [3 min 32 s]
2. Another Year (Charlton) [3 min 30 s]
3. Moonlight Eyes (McCafferty) [3 min 35 s]
4. Pop The Silo (Agnew/McCafferty) [3 min 19 s]
5. Let Me Be Your Leader (Charlton) [3 min 51 s]
6. We Are The People (Agnew/McCafferty) [3 min 35 s]
7. Every Young Man's Dream (Sweet) [3 min 18 s]
8. Little Part Of You (Charlton) [3 min 30 s]
9. Cocaine (live) (JJ Cale) [4 min 36 s][1]
10. Victoria (Sweet) [3 min 20 s]

## Bonus CD 2010
11. Morgantau (version allemande de "Morning Dew") [4 min 01 s]
12. Crazy (A Suitable Case For Treatment) (B.O.F. "Heavy Metal") (Agnew/Charlton/McCafferty/Sweet)  [3 min 25 s]
13. Razamanaz (du "Nazareth Live" EP) [4 min 23 s]
14. Heart's Grown Cold (du "Nazareth Live" EP) [5 min 43 s]
15. Talkin' To One Of The Boys (du "Nazareth Live" EP) [4 min 43 s]
16. Hair Of The Dog (du "Nazareth Live" EP) [4 min 54 s]

## Musiciens
- Dan McCafferty (chant)
- Manny Charlton (guitares)
- Pete Agnew (basse, chant)
- Darrell Sweet (batterie, percussions)

## Musiciens additionnels
- Jeff Baxter (synthétiseur, vocoder)
- John Locke (claviers)
- Zal Cleminson (guitare acoustique 12 cordes sur "Cocaine")

## Crédits
- Produit par Jeffery Baxter
- Enregistré et mixé aux Air Studios Montserrat Limited (Antilles) par Geoff Emerick, assisté d'Anthony George
- Cocaine, produit par Geoff Emerick et Jeffery Baxter. Enregistré au Wendler Arena (Saginaw, Michigan) le 25 mai 1980
- Pochette illustration : Chris Moore
- Pochette design : Alan Schidt et Pat Carroll